# الغثيان (رواية)
الغثيان هي رواية للكاتب الفرنسي الذي رفض استلام جائزة نوبل في الأدب جان بول سارتر ألفها عام 1938.
ترجمها إلى العربية الدكتور سهيل إدريس.

## أحداث الرواية
تقع أحداث رواية الغثيان في مدينة خيالية تُدعى بوڤيل، حيث يعيش أنطوان روكينتان، وهو مؤرخ يُعكف على دراسة حياة شخصية تاريخية تُدعى ماركيز دي رولبون. وخلال إقامته، يبدأ في اختبار شعور داخلي غريب يُسميه "الغثيان"، نتيجة إدراكه المفاجئ لانعدام المعنى في الأشياء من حوله، مما يدفعه إلى إعادة النظر في مفهوم الوجود ذاته. يعبّر روكينتان عن اغترابه وعزلته من خلال تدويناته اليومية، ويتأمل بعين فلسفية ما يبدو له عبثيًا في علاقاته، والمكان، والزمان، وحتى ذاته، لينتهي إلى قبول الحرية الفردية كشرط أساسي لمنح المعنى للحياة. تُجسّد الرواية بذلك بدايات الفلسفة الوجودية لدى سارتر، وتُعد من أبرز أعماله التي تمزج بين السرد الأدبي والتأمل الفلسفي.

## شخصيات الرواية
- أنطوان روكنتان: البطل والمُؤرخ الذي يعيش في مدينة بوڤيل، ويعاني من شعور "الغثيان" نتيجة إدراكه العبثي للوجود. يُدوّن أفكاره في يومياته، ويُجسّد من خلال تأملاته فلسفة سارتر حول الحرية واللاجدوى.
- آني: حبيبة روكنتان السابقة، تمثل جزءًا من ماضيه العاطفي، وتُثير في داخله تساؤلات حول الحب والارتباط والمعنى .
- المغامر: شخصية تُجسّد نقيض روكنتان، تبحث عن المعنى من خلال التجارب الخارجية، لكنها تفشل في إيجاد مغزى حقيقي.
- أمينة المكتبة: امرأة تقبل الروتين والواقع دون مقاومة، ويقارنها روكنتان بنفسه، مما يُبرز اغترابه عن المجتمع .
- ماركيز دو رولبون: الشخصية التاريخية التي يُؤلف عنها روكنتان كتابًا، لكنها تتحول إلى رمز للعبثية في نظره مع تطور الرواية.

## أقتباسات من الرواية
"إن الغثيان لم يتركني، ولا أحسب أنه سيتركني بهذه السرعة، ولكنه لم يعد مرضًا ولا نوبة عارضة: إنه أنا." يعكس هذا الاقتباس اندماج الشعور بالعبثية في هوية البطل نفسه.
"هذا يذعرني... أن يكون كل شيء لدي سواء."تعبير عن فقدان المعنى واللامبالاة تجاه العالم.
"تفكيري هو أنا ذاتي: ولهذا السبب لا يمكنني أن أتوقف. أنا موجود بما أفكره... ولا يمكنني منع نفسي من التفكير."يُجسّد العلاقة المعقدة بين الوعي والوجود، وهي من صميم الفلسفة الوجودية.
"كنت زائدًا على اللزوم بالنسبة للخلود." تصوير شعوري عميق لانعدام الجدوى حتى في الموت.
"أحاول، فأنجح: ويخيل إلي أن رأسي يمتلئ دخانًا... وها أن الأمر يعود من جديد." وصف لحالة ذهنية مضطربة، حيث التفكير يصبح عبئًا لا يمكن التخلص منه.
"هذا النوع من الاجترار المؤلم 'أنني كائن' إنما أنا الذي أغذيه... يا للأنبوب الحلزوني، هذا الإحساس بالكينونة… أدحرجه، بكل تمهل… ليتني أستطيع الامتناع عن التفكير!" يُعبّر عن الصراع الداخلي بين الوعي والوجود، حيث يصبح التفكير عبئًا لا يمكن التخلص منه .
"أفكر بأنني لا أريد أن أفكر… فهذا أيضًا تفكير!! أترانا لن ننتهي أبداً؟" تصوير لحلقة التفكير الوجودي التي لا تنتهي، وتُبرز مأزق الوعي الذاتي .
"إن الوجود يخترقني من كل مكان، من العينين، من الأنف، من الفم… وفجأة، يتمزق الحجاب، لقد فهمت، لقد رأيت…" لحظة إدراك وجودية مكثفة، حيث يصبح العالم مكشوفًا بشكل مؤلم .

"ها هو ذا ما يزال ينظر إلي، وهو سيحدثني هذه المرة، فأحسني متصلباً... إنه وحيد مثلي، ولكنه أشد مني إيغالاً في الوحدة." تأمل في الوحدة المشتركة بين البشر، رغم الانفصال الظاهري

## أسلوب الرواية
تُكتب رواية الغثيان بأسلوب تأملي داخلي يُبرز الانفعالات النفسية والفكرية للبطل أنطوان روكنتان، ويستخدم سارتر تقنية السرد الذاتي من خلال يوميات يعرض فيها البطل نظرته العابرة والمنفعلة للعالم من حوله. يتميز النص بغياب الحبكة التقليدية، وتركز الرواية بدلًا من ذلك على التحليل الفلسفي للوعي والوجود، مع توظيف لغة فلسفية مكثفة تتخللها صور ذهنية وتجريدية. يسود السرد طابع وجودي يعكس الاضطراب الداخلي والعزلة التي يعيشها روكنتان، في حين يُستخدم الزمن بطريقة غير خطية، تُجسّد انكسار التتابع الزمني كمرآة لحالة الذهن المشتت للبطل. ويُعد هذا الأسلوب انعكاسًا مباشرًا للفكر الوجودي، حيث يُطرح الشعور بالغثيان كرمز لانكشاف الوجود وتعرّيه من المعنى

## روابط خارجية
- الغثيان على موقع الموسوعة البريطانية (الإنجليزية)

## الشخصيات
- أنطوان روكونتين Antoine Roquentin أنطوان بطل الرواية، كان مغامراً في السابق، عاش بمفرده لفترة ثلاث سنوات في بوفيل. Bouville ليس لديه أصدقاء، منفصل عن عائلته، كثيرا ما يعتزل للتجسس على محادثات الآخرين وفحص نشاطاتهم عن بعد. استقر في الميناء البحري لمدينة "بوفيل" لإنهاء بحثه عن حياة شخصية سياسية من القرن الثامن عشر "الماركيز دي رولبون" the Marquis de Rollebon خلال شتاء عام 1932، بدأ "مرض السُّكًّري" والذي يسميه "الغثيان"، يؤثر بشكل متزايد على كل ما يفعله أو يستمتع به تقريبًا. الغثيان: the nauséa. حاول إيجاد العزاء في وجود الآخرين، لكنه كان يظهر علامات الملل وعدم الاهتمام عند التعامل معهم. وبسبب عزلته عن العالم وعن الناس من حوله، بدأ بالشك في وجوده.